# Guntramsdorf
Guntramsdorf là một thị xã thuộc huyện Mödling trong bang Niederösterreich.